# Jabbeke
Jabbeke es un municipio de la región de Flandes, en la provincia de Flandes Occidental, Bélgica. A comienzos de 2018 contaba con una población total de 13.880 personas.

## Geografía

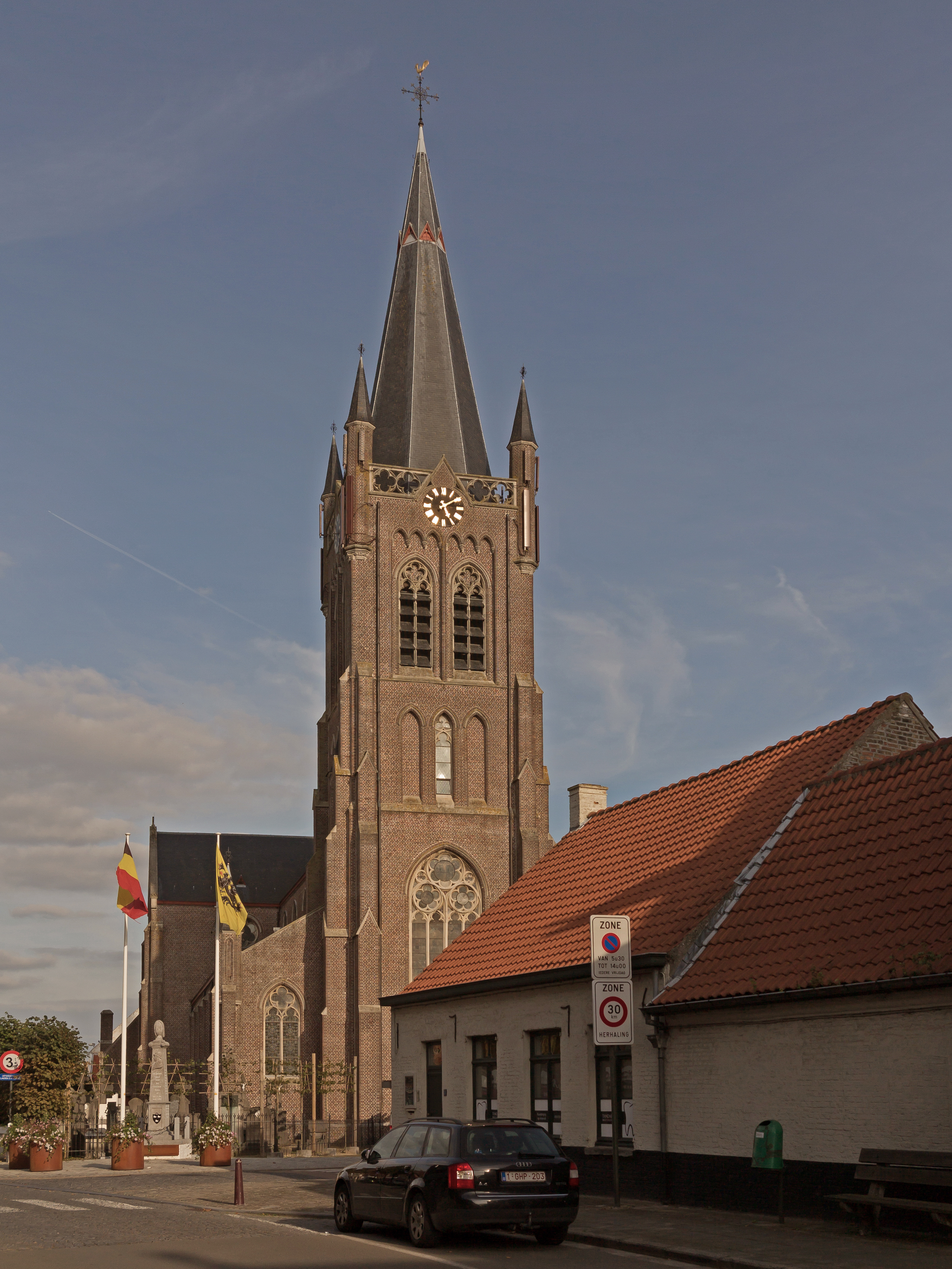
Jabbeke, la iglesia: Sint Blasiuskerk

La extensión del término es de 53,76 km², con una densidad de población de 258 habitantes por km².

### Secciones del municipio
El municipio comprende los antiguos municipios, que se fusionaron en 1977:
| - Jabbeke - Snellegem - Stalhille - Varsenare - Zerkegem |

## Demografía

### Evolución
Todos los datos históricos relativos al actual municipio, el siguiente gráfico refleja su evolución demográfica, incluyendo municipios después de efectuada la fusión el 1 de enero de 1977.
| Gráfica de evolución demográfica de Jabbeke entre 1846 y 2020 |
|                                                               |

## Habitantes famosos
- Romain Maes, ganador del Tour de Francia de 1935, nació en Zerkegem en 1912.
- Johan Museeuw, campeón del mundo de ciclismo en ruta en 1996, nació en 1965 en la localidad de Varsenare.